# Chionactis palarostris
Chionactis palarostris är en ormart som beskrevs av Klauber 1937. Chionactis palarostris ingår i släktet Chionactis och familjen snokar.
The Reptile Database listar arten i släktet Sonora.
Arten förekommer i Arizona i sydvästra USA samt i delstaten Sonora i Mexiko. Den lever i låglandet och i kulliga områden upp till 750 meter över havet. Chionactis palarostris vistas i torra landskap med glest fördelad växtlighet av gräs, arter av jerusalemtörnesläktet, buskar och kaktusar som saguarokaktus.
Flera exemplar dödas när de korsar motorvägar. Allmänt är Chionactis palarostris vanligt förekommande. IUCN kategoriserar arten globalt som livskraftig.

## Underarter
Arten delas in i följande underarter:
- C. p. organica
- C. p. palarostris